# Joaquim Moreno
Joaquim Moreno (Luanda, 1973) é um arquitecto português que desenvolve trabalhos também como curador e editor.

## Biografia
Formou-se na Faculdade de Arquitectura da Universidade do Porto, obteve o grau de Mestre na Escola Técnica Superior de Arquitectura de Barcelona da Universidade Politécnica da Catalunha, es:ETSAB, e doutorou-se em Teoria e História de Arquitectura na Escola de Arquitectura da Universidade de Princeton, Princeton University, com a tese Arquitectura Bis (1974-1985): de publicação a acção política .
Possuidor de uma extensa experiência pedagógica iniciada como monitor na FAUP durante o ano lectivo de 1998/99, assistente de reconhecidos historiadores e arquitectos como Beatriz Colomina, Juan Herreros, Iñaki Ábalos, Stan Allen, Esther da Costa Meyer e Jean-Louis Cohen durante a sua passagem pela Universidade de Princeton.  Posteriormente, consolida a sua experiência pedagógica como Professor Assistente na Escola de Arquitectura da Universidade de Syracuse durante 2006 e 2007 , como Professor Assistente Adjunto da Graduate School of Architecture da Universidade de Columbia em 2009, 2010 e Verão de 2011 , leccionando cursos de projecto avançado bem como seminários.
Em Portugal, desenvolve actividade como Professor Auxiliar no Departamento de Arquitectura da Universidade Autónoma de Lisboa  e Professor Auxiliar Convidado no Departamento de Arquitetura da Universidade do Minho em 2011. Também durante o ano de 2011 integra o Centro de Estudos de Arquitectura e Urbanismo da FAUP como colaborador externo, no grupo de investigação Communications and Spatial Representation .
Autor, com Miguel Fareleira, da Casa Mota em Recarei, construída em 2003 e, com Silva Neves, da Casa Rego em Matosinhos, construída em 2006.
Além da prática da arquitectura, por vezes suspensa pela dedicação à actividade académica, tem trabalhado como editor e curador. Comissariou conjuntamente com Alberto Carneiro a exposição Desenho Projecto de Desenho para o Instituto da Arte Contemporânea , Ministério da Cultura, em 2001 e, com José Gil, comissariou a representação portuguesa na Bienal de Arquitectura de Veneza em 2008  (projecto da autoria de Eduardo Souto de Moura e Ângelo de Sousa). Contribuiu com textos e investigação para a exposição colectiva Clip/Stamp/Fold organizada por Beatriz Colomina e alunos de doutoramento da Universidade de Princeton cujo catálogo foi publicado . Desenvolveu com Paula Pinto e Pedro Bandeira a função de editor da revista de cultura urbana InSi(s)tu tendo sido publicados 10 números desde 2001. Tem publicado assiduamente artigos em livros e publicações periódicas. Desenvolve ainda actividade regular como conferencista quer a nível nacional como internacional.

## Publicações
- 2002 - "Pescar tainhas e devolvê-las ao rio lavadas" in Desenho Projecto de Desenho. Lisboa: Instituto de Arte Contemporânea
- 2004 - "Magazines: Medium and Media" revista NU#18, 6-8
- 2006 - "A film to live" in Uluoglu, Belkis; Ensici,Ayhan; Vatansever, Ali (eds.) Design and Cinema: Form Follows Film. Newcastle: Cambridge Scholars Press
- 2006 - "Notícias do Futuro: Pavilhão Português nos Jardins da Bienal de Veneza" in catálogo da exposição Lisboscópio.Lisboa:Instituto das Artes
- 2007 - "Are Doors Becoming Bridges?" in catálogo da exposição Toll Free: European Architects in Transit. Porto:Museu de Arte Contemporânea de Serralves
- 2008 - "Partilhar reflexos…" in Gil, José; Moreno, Joaquim (ed.) Cá fora, Arquitectura desassossegada. Lisboa: Ministério da Cultura, Direcção Geral das Artes